# Sūteh Kolā
Sūteh Kolā (persiska: سوته كلا) är en ort i Iran.   Den ligger i provinsen Mazandaran, i den norra delen av landet, 120 km nordost om huvudstaden Teheran. Sūteh Kolā ligger 118 meter över havet och antalet invånare är 749.
Terrängen runt Sūteh Kolā är platt åt nordost, men åt sydväst är den kuperad. Terrängen runt Sūteh Kolā sluttar norrut.Runt Sūteh Kolā är det ganska tätbefolkat, med 149 invånare per kvadratkilometer. Närmaste större samhälle är Āmol, 4,1 km nordost om Sūteh Kolā. I omgivningarna runt Sūteh Kolā växer i huvudsak blandskog.